# Райновци (област Велико Търново)
 За другото българско село вижте Райновци (Област Габрово).  
Райновци е село в Северна България. То се намира в община Елена, област Велико Търново.

## География
Село Райновци се намира в планински район.
Една от малките пръснати махали в околностите на град Елена, на около 9 километра в посока югозапад.

## Културни и природни забележителности
На около 8 километра от Елена има разклон за махала Райновци, а главният път се разделя за Тодювци и Дрента в едната посока и Буйновци в другата. Това място е известно като Раздяла.
От разклона за Райновци пътят е калдъръм (1,5 км). В махалата има не повече от 10 къщи. Няма водопровод и канализация, но има електричество. В условния център на селището има изградена преди много години чешма с каменни корита.
Природата в района е изключително разнообразна и красива. Горите са смесени, иглолистни и широколистни видове, като: бор, дъб, бук – едни от най-разпространените в Стара планина. Районът е богат и на гъби (манатарка, пачи крак, булка гъба, сърнела) и билки – мащерка, риган, жълт кантарион, бял равнец, очанка и др.
От животните се срещат зайци, лисици, чакали, елени и диви прасета.